# Utelga montereyensis
Utelga montereyensis is een platworm (Platyhelminthes). De worm is tweeslachtig. De soort leeft in het zoute water.
Het geslacht Utelga, waarin de platworm wordt geplaatst, wordt tot de familie Koinocystididae gerekend. De wetenschappelijke naam van de soort werd voor het eerst geldig gepubliceerd in 1980 door Karling.